# Station Kishoge
Station Kishoge is een spoorwegstation in  het Ierse graafschap Dublin aan de westkant van de stad Dublin.  Het station ligt aan de  lijn Dublin - Cork. Hoewel het station al in 2010 volledig was afgebouwd is het nog steeds niet in bedrijf genomen. De bouw van de woonwijken waar het station voor bedoeld is heeft vertraging opgelopen.